# Тлюстангелова, Джаншир Хаджумаровна
Джаншир Хаджумаровна Тлюстангелова — советский хозяйственный и государственный деятель, лауреат Государственной премии СССР за выдающиеся достижения в труде.

## Биография
Родилась в 1934 году в Адыгейской автономной области Краснодарского края. Член КПСС.
В 1953—2000 годах — сборщица мебели, бригадир сборщиков мебели, профорг цеха номер 5, председатель жилищно-бытовой комиссии Майкопского производственного мебельного объединения «Дружба».
За высокую эффективность и качество работы при изыскании и использовании природных ресурсов была в составе коллектива удостоена Государственной премии СССР за выдающиеся достижения в труде 1981 года.
Почётный гражданин города Майкопа.
Умерла в Майкопе в 2016 году.

## Награды
- Орден Трудового Красного Знамени
- Орден Знак Почёта